# Harpa harpa
Harpe
Espèce
Harpa harpa, la Harpe, est une espèce de mollusques gastéropodes marins appartenant à la famille des Harpidae.
On le trouve sur les fonds vaseux des eaux profondes.
- Répartition : océan Indien et Pacifique.
- Taille : 5 à 10,5 cm.